# Matija Kristić
Matija Kristić (Varaždin, 10. listopada 1978.) hrvatski je nogometaš i trener. Trenutačno je igrač Obreša i trener Poleta.

## Karijera
Nogomet je počeo igrati u lokalnom NK Nedeljancu, nastavio u varaždinskom Varteksu, za koji je debitirao 1996. godine. 
 
Za Varteks je nastupao sve do 2005. godine, kada na poziv Dražena Beseka, tadašnjeg trenera tog kluba, prelazi u poljski Zagłębie Lubin, u kojem se zadržao samo jednu sezonu, nakon koje prelazi u koprivnički Slaven Belupo. 
 
U dvije sezone u Belupu je postigao povijesni uspjeh za klub – finale hrvatskog kupa protiv zagrebačkog Dinama 2007., te nastup u Kupu UEFA.
U ljeto 2008. otišao je u rusku Luč-Energiju iz Vladivostoka.

## Vanjske poveznice
- Statistika u HNL-u[neaktivna poveznica]
- Profil na Transfermarktu[neaktivna poveznica]